# Halsbandmoord
Met de term halsbandmoord (Engels Necklacing) wordt een vorm van lynchen aangeduid die in Zuid-Afrika in de jaren tachtig veel voorkwam in de zwarte gemeenschap. Hierbij kreeg het slachtoffer een autoband gevuld met brandstof om zijn nek en die werd vervolgens in brand gestoken. Het slachtoffer stierf een pijnlijke dood, die soms pas na twintig minuten intrad.
De eerste bekende halsbandmoord vond plaats in Uitenhage op 23 maart 1985 toen aanhangers van het Afrikaans Nationaal Congres (ANC) een van collaboratie verdachte man doodden. Officieel wees het ANC de halsbandmoorden af, maar Winnie Mandela keurde de praktijk bij een toespraak in 1986 goed.
Gedurende de jaren tachtig en negentig vielen enkele honderden slachtoffers bij deze moordmethode. Tijdens de zittingen van de Zuid-Afrikaanse Waarheids- en Verzoeningscommissie zijn de halsbandmoorden veroordeeld als mensenrechtenschending.